# EF-hand

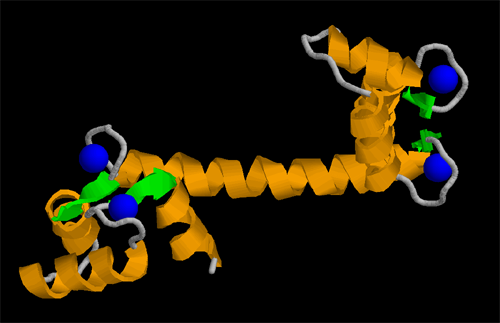
Lintdiagram van calmoduline met vier EF-Hand-bèta sheets. Ca^{2+}: blauw, alfa-helices: oranje, bèta-sheets: groen

Een EF-hand is een helix-lus-helix structuurmotief dat wordt aangetroffen in een grote familie van calciumbindende eiwitten.
Het EF-handmotief bevat een helix-lus-helix-structuurmotief, vergelijkbaar met de gespreide duim en wijsvinger van de menselijke hand, waarin de Ca2+-ionen worden gecoördineerd door liganden in de lus. Vandaar de naam EF-hand. Het motief ontleent zijn naam aan de traditionele nomenclatuur die wordt gebruikt bij het beschrijven van het eiwit parvalbumine, dat drie van dergelijke motieven bevat en waarschijnlijk betrokken is bij de spierontspanning via zijn calciumbindende activiteit.
Een EF-hand bestaat uit twee alfa-helices verbonden door een korte lusregio (meestal ongeveer 12 aminozuren) die gewoonlijk calcium-ionen bindt. EF-handen komen ook voor in elk eiwitdomein van het calciumbindend eiwit calmoduline en in het spiereiwit troponine-C.

## Bindingsplaats voor calciumionen

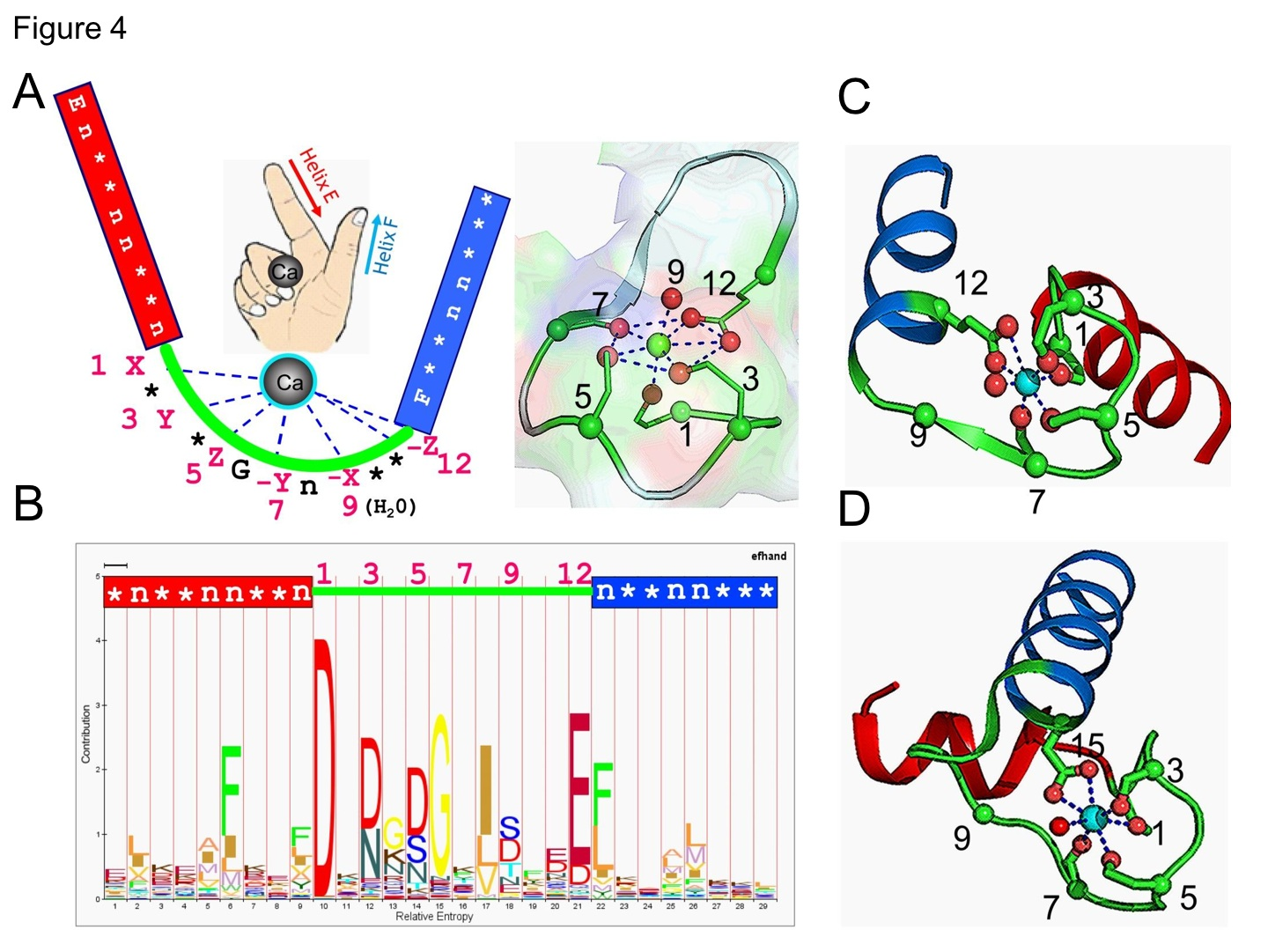
EF-hand Ca^{2+} bindingsmotieven

Het calciumion wordt gecoördineerd in een vijfhoekige bipiramidale configuratie. De zes aminozuurresiduen die betrokken zijn bij de binding bevinden zich op posities 1, 3, 5, 7, 9 en 12; deze aminozuurresiduen worden aangegeven met X, Y, Z, -Y, -X en -Z. De onveranderd blijvende Glu of Asp op positie 12 levert twee zuurstofatomen voor het vormen van een calcium, bidentaal ligand.
Het calciumion wordt gebonden door zowel de eiwitatomen van de hoofdketen als door zijketens van aminozuren, met name die van de anionische aminozuurresiduen aspartaat en glutamaat. Deze aminozuurresiduen zijn negatief geladen en zullen een ladingsinteractie aangaan met het positief geladen calciumion. Het EF-handmotief was een van de eerste structurele motieven waarvan de sequentie-vereisten in detail werden geanalyseerd. Vijf van de lusaminozuurresiduen binden calcium en hebben dus een sterke voorkeur voor zuurstofhoudende zijketens, vooral aspartaat en glutamaat. Het zesde aminozuurresidu in de lus is noodzakelijkerwijs glycine vanwege de conformationele vereisten van de hoofdketen. De resterende aminozuurresiduen zijn doorgaans hydrofoob en vormen een hydrofobe kern die de twee helices bindt en stabiliseert.
Bij binding aan Ca2+ kan dit structuurmotiefmotief conformationele veranderingen ondergaan die Ca2+-gereguleerde functies mogelijk maken, zoals te zien is in de bekende EF-hand calciumbindende eiwitten (CaBP's), die gepaarde EF-handmotieven bevatten. De CaBP's met enkele EF-handen zijn ook ontdekt in zowel bacteriën als eukaryoten. Bovendien zijn bij een aantal bacteriën "EF-handachtige motieven" aangetroffen. Hoewel de coördinatie-eigenschappen vergelijkbaar blijven met het gebruikelijke helix-lus-helix EF-handmotief met 29 amonozuurresiduen, verschillen de EF-handachtige motieven van EF-handen doordat ze afwijkingen bevatten in de secundaire structuur van de flankerende sequenties en/of variatie in de lengte van de Ca2+-coördinerende lus.
EF-handen hebben een zeer hoge selectiviteit voor calcium. De dissociatieconstante van alfa-parvalbumine voor Ca2+ is bijvoorbeeld ~1000 keer lager dan die voor het vergelijkbare ion Mg2+. Deze hoge selectiviteit is te wijten aan de relatief stijve coördinatiepolyeder, de aanwezigheid van meerdere geladen aminozuurzijketens in de bindingsplaats en de ionensolvatatie-eigenschappen.

## Voorspellen van EF-handen in eiwitten

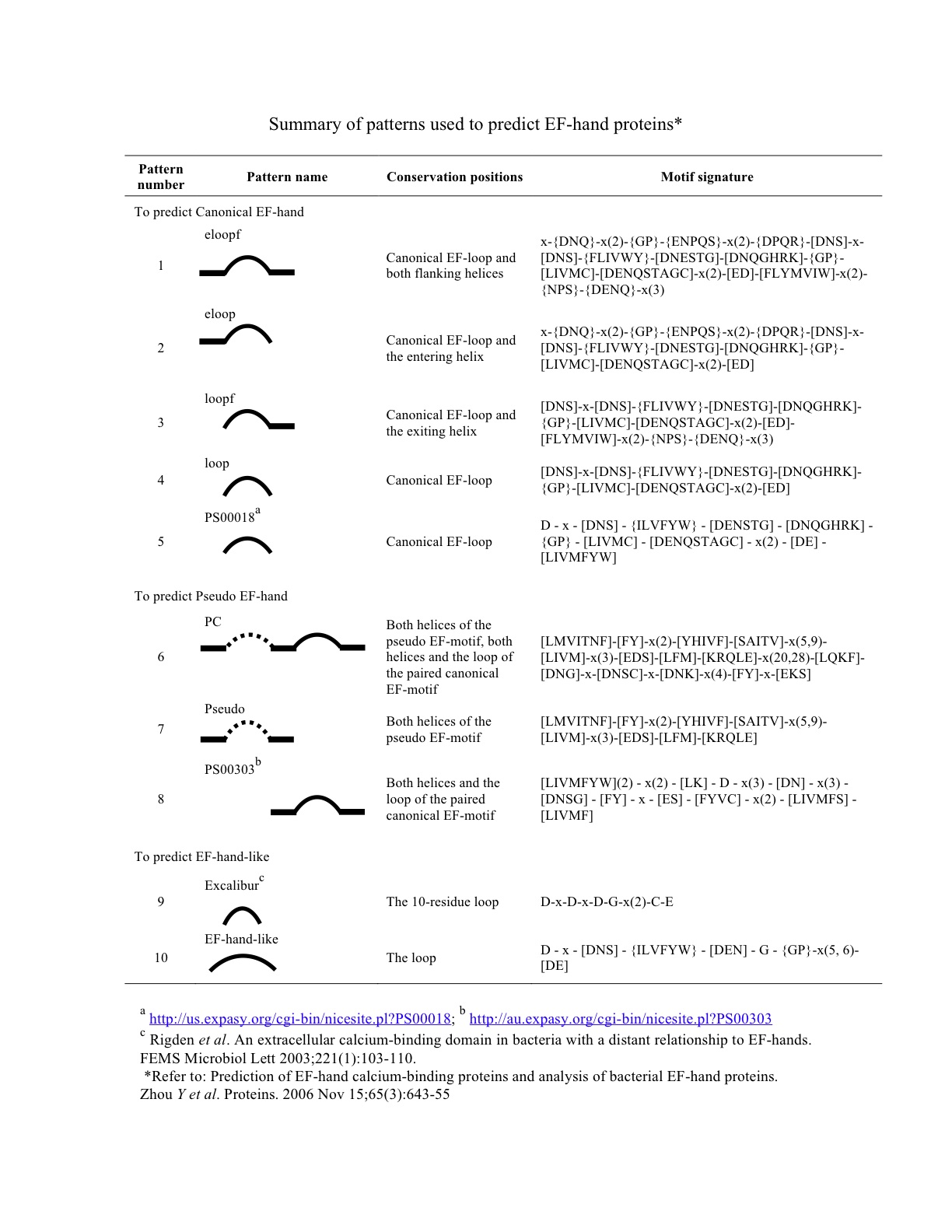
Samenvatting van motiefpatronen gebruikt voor het voorspellen van EF-handen in eiwitten.

Het zoeken naar patronen in eiwitten is een van de meest eenvoudige manieren om doorlopende EF-hand Ca2+-bindingsplaatsen in eiwitten te voorspellen. Gebaseerd op de resultaten van de sequentiealignering van gebruikelijke EF-handmotieven, vooral de geconserveerde zijketens die direct betrokken zijn bij Ca2+-binding, is een patroon gegenereerd om de gebruikelijke EF-handplaatsen te voorspellen.

## Classificatie
Sinds de afbakening van het EF-handmotief in 1973 is de familie van EF-handeiwitten tot nu toe uitgebreid tot ten minste 66 subfamilies. EF-handmotieven zijn onderverdeeld in twee belangrijke structurele groepen:
- Canonieke EF-handen zoals te zien in calmoduline (CaM) en het prokaryotische CaM-achtige eiwit calerythrine. De canonieke (gebruikelijke) EF-handlus van 12 residuen bindt Ca2+ voornamelijk via carboxylaten of carbonylen in de zijketen (lussequentieposities 1, 3, 5, 12). Het residu op de –X-as coördineert het Ca2+-ion via een overbrugd watermolecuul. De EF-handlus heeft een bidentaat ligand (Glu of Asp) op as –Z.
- Pseudo EF-handen uitsluitend aangetroffen in de N-termini van S100 en S100-achtige eiwitten. De pseudo-EF-handlus met 14 residuen chelaat Ca2+ voornamelijk via hoofdketencarbonylen (posities 1, 4, 6, 9).

Extra punten:

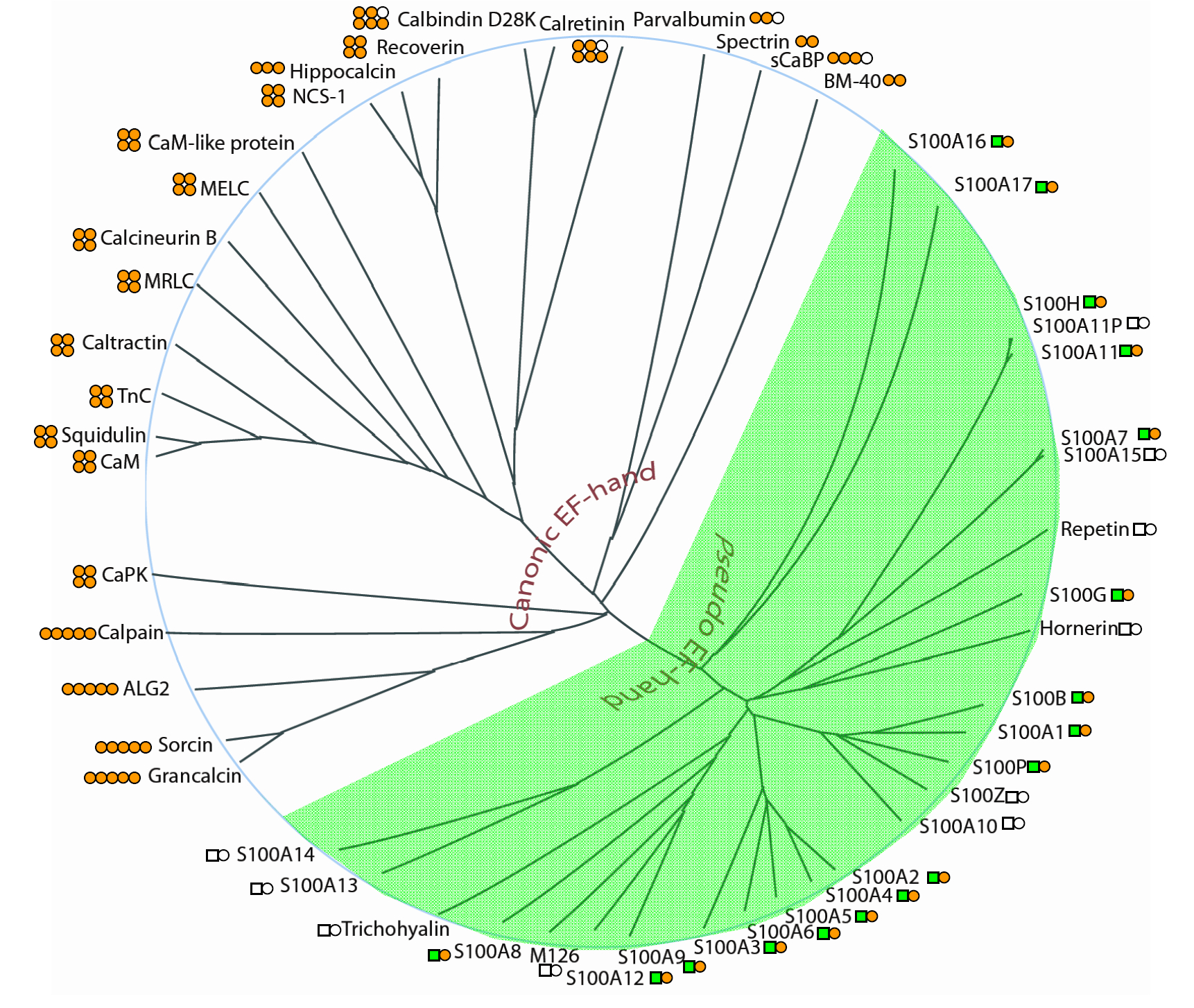
Fylogenetische stamboom van de EF-handeiwitfamilie.

- Er zijn EF-handachtige eiwitten met gediversifieerde flankerende structurele elementen rond de Ca2+-bindende lus gerapporteerd in bacteriën en virussen. Deze prokaryotische EF-handachtige eiwitten zijn op grote schaal betrokken bij Ca2+-signalering en homeostase in bacteriën. Ze bevatten flexibele lengtes Ca2+-bindende lussen die verschillen van de EF-handmotieven. Hun coördinatie-eigenschappen lijken echter op klassieke EF-handmotieven.
  - De semi-continue Ca2+-bindingsplaats in D-galactose-bindend eiwit (GBP) bevat bijvoorbeeld een lus van negen resten. Het Ca2+-ion wordt gecoördineerd door zeven eiwitzuurstofatomen, waarvan er vijf afkomstig zijn uit de lus die de canonieke EF-lus nabootst, terwijl de andere twee afkomstig zijn uit de carboxylaatgroep van een verre Glu.
  - Een ander voorbeeld is een nieuw domein genaamd Excalibur (extracellulair Ca2+-bindend gebied) geïsoleerd uit Bacillus subtilis. Dit domein heeft een geconserveerde Ca2+-bindende lus van 10 residuen die opvallend veel lijkt op de canonieke EF-handlus van 12 residuen.
  - De diversiteit van de structuur van het flankerende gebied wordt geïllustreerd door de ontdekking van EF-handachtige domeinen in bacteriële eiwitten. Een helix-lus-streng in plaats van de helix-lus-helix-structuur bevindt zich bijvoorbeeld in periplasmatisch galactose-bindend eiwit (Salmonella typhimurium,[6]) of alginaat-bindend eiwit (Sphingomonas sp., 1kwh); de binnenkomende helix ontbreekt in beschermend antigeen (Bacillus anthracis,[7] of dockerine (Clostridium thermocellum,[8]) .

Van alle tot nu toe gerapporteerde structuren bestaat het merendeel van de EF-handmotieven uit twee canonieke of één pseudo- en één canonieke motief. Voor eiwitten met een oneven aantal EF-handen, zoals de penta-EF-hand calpaïne, werden EF-handmotieven gekoppeld via homo- of heterodimerisatie. Er is aangetoond dat de onlangs geïdentificeerde EF-hand met endoplasmatisch reticulum Ca2+ sensoreiwit, stromale interactiemolecuul 1 en 2 (STIM1, STIM2), een Ca2+-bindend canoniek EF-handmotief bevat, dat koppelt aan een onmiddellijke, stroomafwaartse atypische "verborgen" niet-Ca2+-bindende EF-hand. Enkelvoudige EF-handmotieven kunnen dienen als eiwit-dockingmodules: de enkele EF-hand in de NKD1- en NKD2-eiwitten bindt bijvoorbeeld de Disheveled (DVL1, DVL2, DVL3) eiwitten.